# 汐泊川
汐泊川（しおどまりがわ）は、北海道函館市を流れ、津軽海峡に注ぐ二級河川汐泊川水系の本流である。

## 地理
函館市の三森山に発し、同市鉄山町にて温川と合流、南下をし古川町、新湊町にて津軽海峡に注ぐ。

## 主な支流
- 温川
  - 糸川
- 谷地山沢川
- 西俣川

## ダム
- 矢別ダム - 1975年（昭和50年）、冷水川に設けられた治水専用ダム。